# Cam ngọt
Cam ngọt (Citrus sinensis) là một loài thực vật có hoa trong họ Cửu lý hương. Loài này được (L.) Osbeck mô tả khoa học đầu tiên năm 1765.

## Hình ảnh

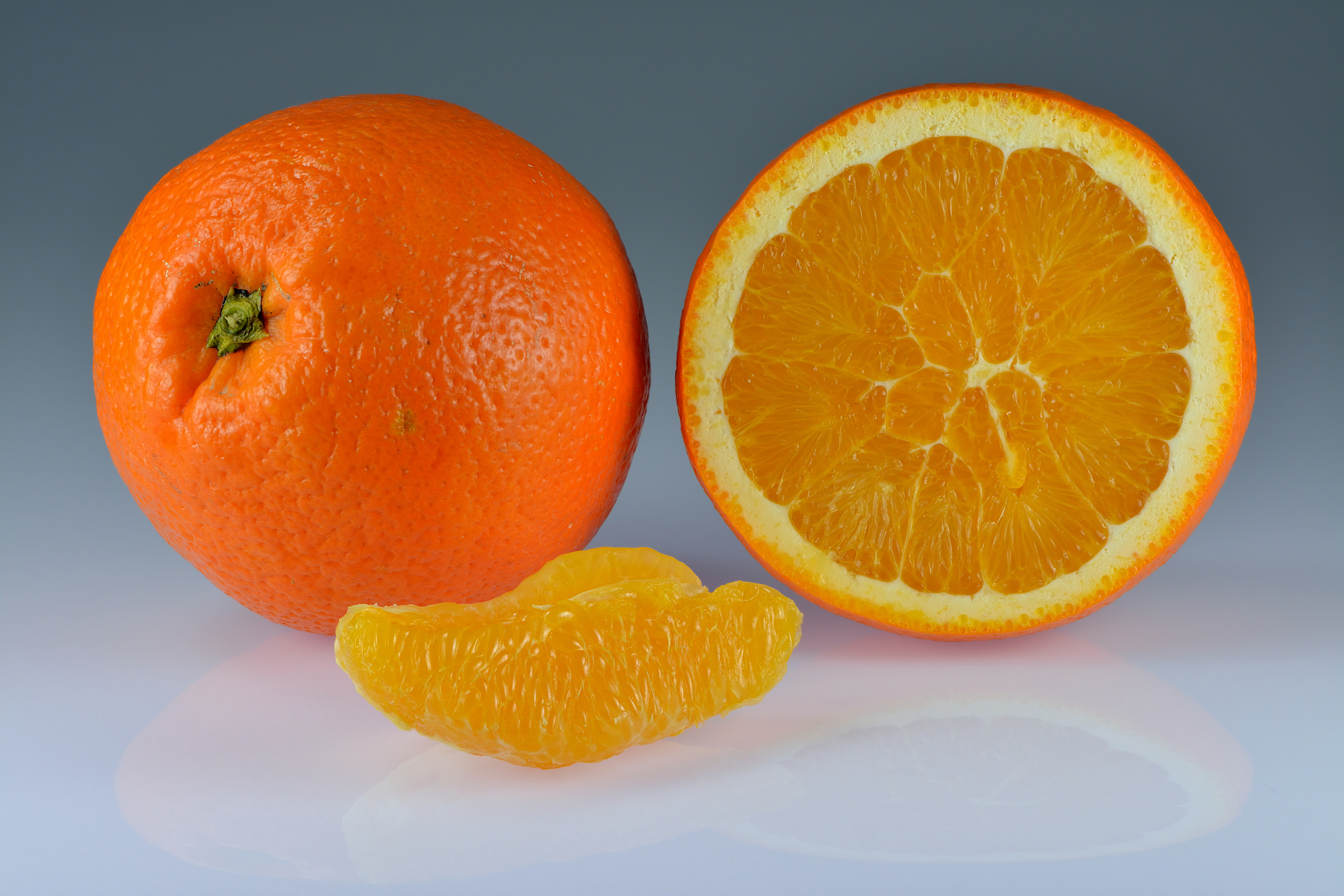
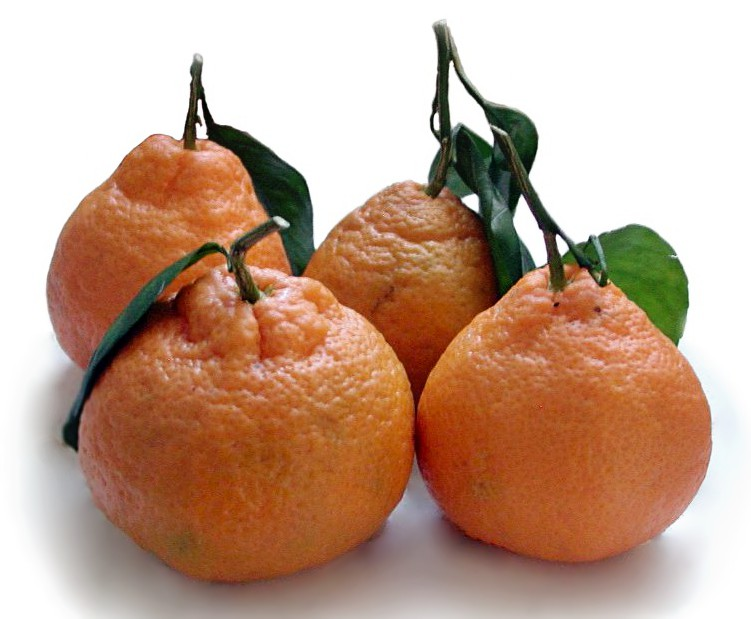
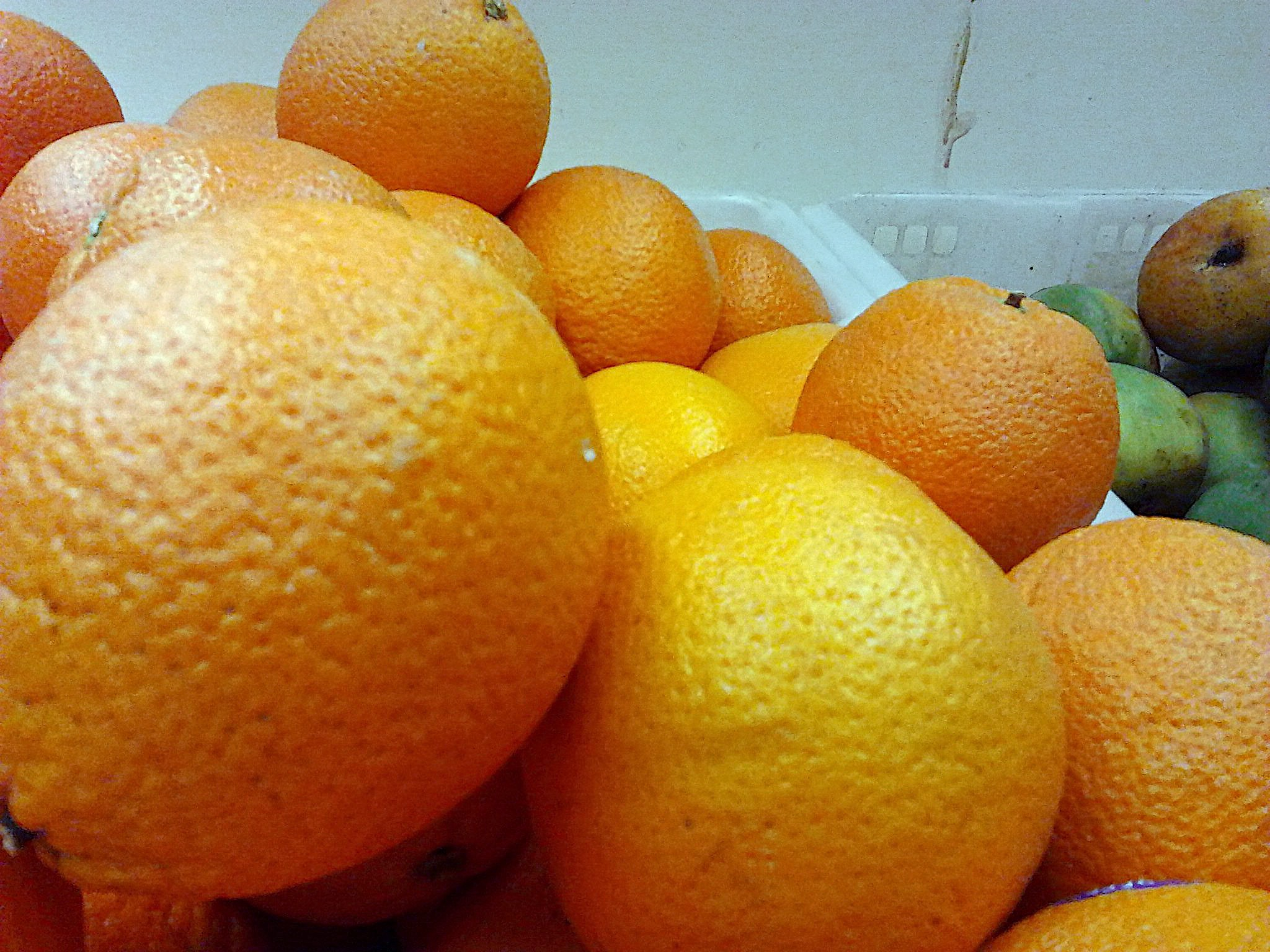
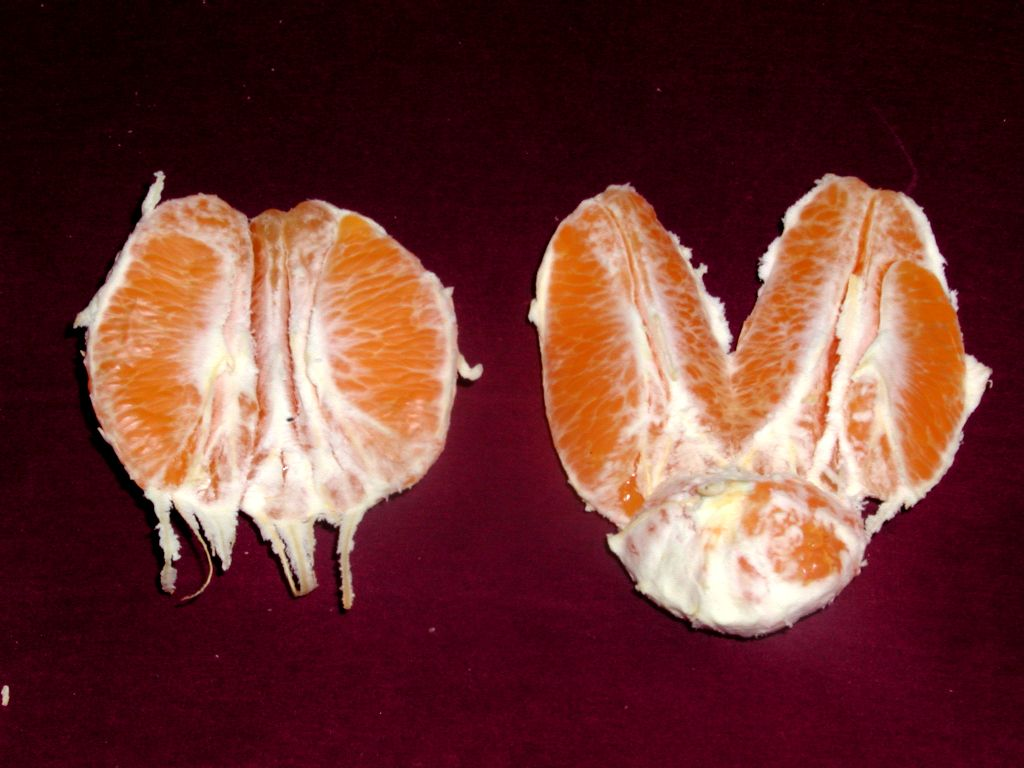